# Csánó Zoltán
Csánó Zoltán (Főrév, 1939. március 23. – 2018. május 10. előtt) magyar cselgáncsozó, edző.

## Pályafutása
1957 és 1970 között az MTK cselgáncsozója volt. 1957-ben és 1958-ban ifjúsági magyar bajnoki címet szerzett egyéniben és csapatban. 1961-ben a második kiusok versenyében egyéni magyar bajnok lett.
A Pécsi Tanárképző Főiskolán testnevelő tanári, 1970-ben a Testnevelési Főiskolán cselgáncsszakedző diplomát szerzett. Négy danos dzsúdómester volt.

## Sikerei, díjai
- Magyar bajnokság (második kiu)
  - bajnok: 1961